# アラー川

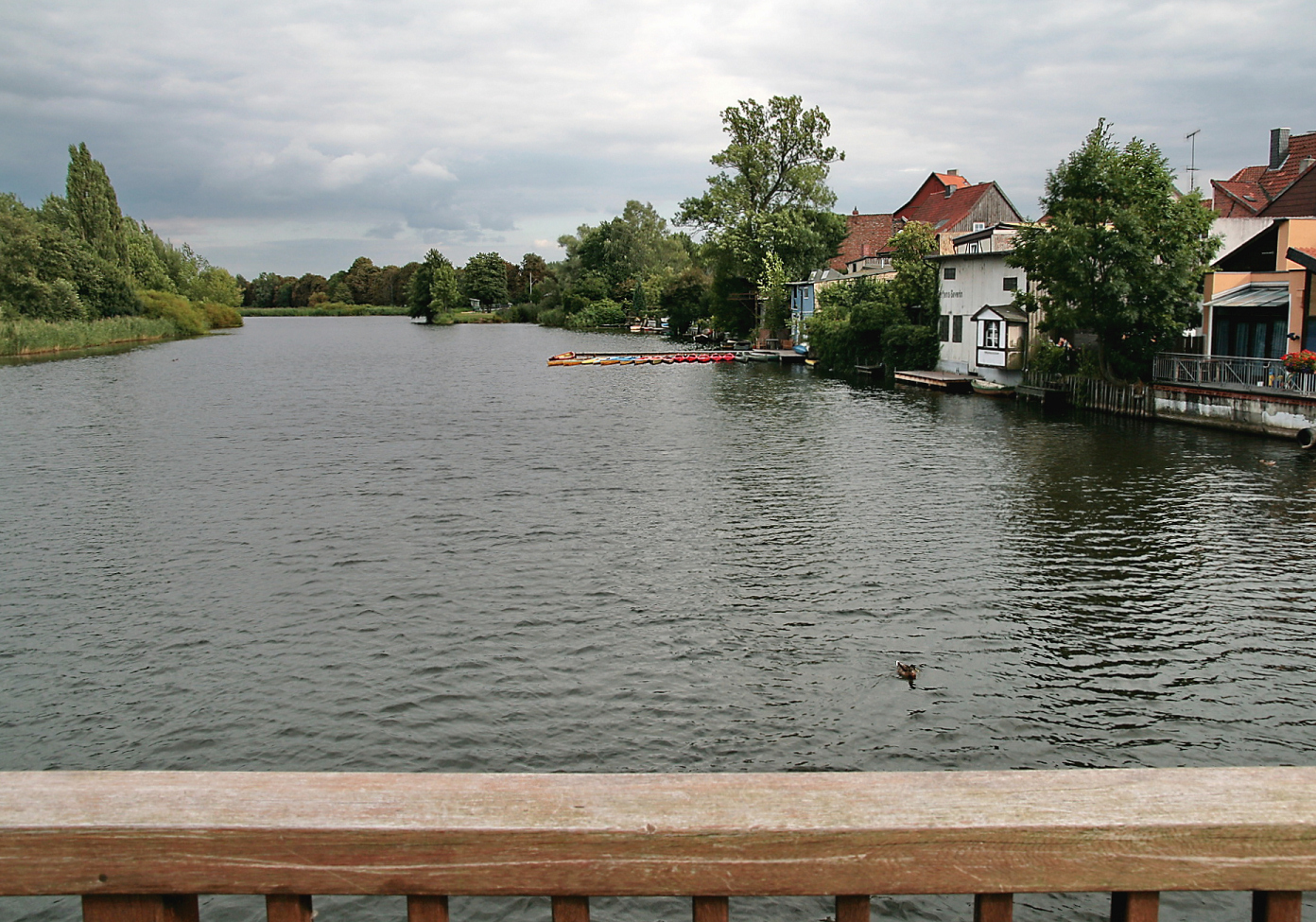
ツェレ市内のアラー川

アラー川（アラーがわ、Aller）は、ドイツのザクセン＝アンハルト州およびニーダーザクセン州を流れる川である。ヴェーザー川の支流で、全長263km、流域面積は15600km2におよぶ。
ザクセン＝アンハルト州のマクデブルクの標高130m地点に源を発し北西に流れる。ニーダーザクセン州に入り、全長の大半は同州内を流れる。流域の主要都市には、上流から順にヴォルフスブルク、ギフホルン、ツェレ、フェルデン (アラー)があり、フェルデンの数km西で、ヴェーザー川に合流する。合流地点の標高は10mである。

## 支流
- オーカー川
- ライネ川